# 1922 în film
- 1921 în cinematografie — 1922 în cinematografie — 1923 în cinematografie

## Premiere românești
- Vânătorul de dolari, Coloman Perenyi, film pierdut

## Filmele cu cele mai mari încasări
| Poziție | Titlu                          | Încasări    | Afiș             |
| ------- | ------------------------------ | ----------- | ---------------- |
| 1.      | Robin Hood                     | 2.500.000 $ |                  |
| 2.      | Oliver Twist                   | 2.000.000   |                  |
| 3.      | Blood and Sand                 |             |                  |
| 4.      | Manslaughter                   |             | Imagine din film |
| 5.      | Grandma's Boy                  |             |                  |
| 6.      | Smilin' Through                |             |                  |
| 7.      | More to Be Pitied Than Scorned |             |                  |